# Tête des Roéses
La Tête des Roéses és una muntanya de 3.216 metres dels Alps Penins, que es troba a la regió de la Vall d'Aosta (Itàlia).

## SOUISA
Segons la definició de la SOIUSA, el cim té la següent classificació:
- Gran part: Alps occidentals
- Gran sector: Alps del nord-oest
- Secció: Alps Penins
- Subsecció: Alps del Weisshorn i del Cervino
- Supergrup: Cadena Bouquetins-Cervino
- Grup: Grup Dent d'Hérens-Cervino
- Subgrup: Subgrup de les Grandes i Petites Murailles
- Codi: I/B-9.II-A.2.c